# Гаспадар (мини-футбольный клуб)
Гаспадар — белорусский мини-футбольный клуб.

## История
Мини-футбольный клуб «Гаспадар» начал своё существование в 2010 году, а точнее в сентябре, когда команда провела первую товарищескую встречу в городе Берёза с клубом высшей лиги «Коммунальник», обыграв оппонента с счетом 12:5, поверив в свои силы и затем дебютировав в чемпионате и Кубке Республики Беларусь среди команд первой лиги по мини-футболу. Выступая в группе «Запад» чемпионата клубом в рамках чемпионата были сыграны матчи с такими командами как, «Столин», «Неман» из Лиды, «Кировск», микашевичский «Гранит», «Горняк» из Солигорска, барановичский «Локомотив», по итогам которого мы вышли в финальную часть, где нам противостояли такие сильные команды из Могилева: «Серволюкс-агро» и «Спортландия», и из Витебской области: «Рудаково» и «Орша». В сезоне 2011/2012 года согласно решению Белорусской ассоциации по мини-футболу РБ мини-футбольный клуб «Гаспадар» Открытого акционерного общества «Барановичский комбинат хлебопродуктов» допущен к участию в 23 национальном чемпионате страны среди команд высшей лиги.

## Руководство
Манько Наталия Викторовна  — председатель правления клуба.
Ткаченко Владимир Владимирович  — начальник МФК «Гаспадар»
Шупилов Владимир Николаевич — главный тренер МФК «Гапсадар»

## Достижения клуба
- Серебряные призёры чемпионата Республики Беларусь по мини-футболу среди команд первой лиги 2010/2011
- Участники чемпионата Республики Беларусь по мини-футболу среди команд высшей лиги 2011/2012